# Без ума от оружия (фильм, 1950)
«Без ума от оружия» (англ. Gun Crazy) — фильм-нуар, поставленный Джозефом Льюисом по рассказу Маккинли Кантора, опубликованному в 1940 году в «The Saturday Evening Post».

## Сюжет
Барт Тейр помешан на оружии. В 14 лет его арестовывают за то, что он разбивает витрину, чтобы забрать лежащий на ней пистолет. Друзья заступаются за него, утверждая, что он не способен выстрелить в живое существо (во флэшбеке показывается, как Барт в более раннем возрасте испытал шок, убив цыплёнка). Тем не менее, судья отправляет Барта в исправительную школу.
Повзрослевший и отслуживший в армии, Тейр возвращается в свой городок. Вместе с друзьями детства они идут на ярмарку. Там он встречает родственную душу — Энни Лори Старр, демонстрирующую меткую стрельбу в балагане. Они начинают выступать вместе, но вскоре хозяин, имеющий виды на Лори и встречающий сопротивление Барта, выгоняет их обоих. По требованию Лори они пускаются во все тяжкие из-за денег…

## В ролях
- Пегги Камминс — Энни Лори Старр
- Джон Долл — Барт Тейр
- Берри Крёгер — Пэккет
- Моррис Карновски — судья Уиллоуби
- Анабель Шоу — Руби Тейр
- Гарри Льюис — шериф Клайд Бостон
- Недрик Янг — Дейв Эллистер
- Расс Тэблин — Барт Тейр в 14 лет
- Роберт Остерлох — полицейский в Хэмптоне
- Джозеф Крехан — бригадир на заводе (в титрах не указан)
- Росс Эллиотт — детектив (в титрах не указан)

## Работа над фильмом
В титрах авторами сценария значатся Маккинли Кантор, автор оригинального рассказа, и Миллард Кауфман. Кауфман — псевдоним находившегося в то время в чёрном списке Далтона Трамбо, который нарочно переработал рассказ в историю роковой любви.
Сцена ограбления банка снималась одним кадром в Монтрозе. Были задействованы только главные актёры и предупреждённый персонал банка. В сцене, снятой изнутри автомобиля, главные герои въезжают в город, добираются до банка, Барт заходит внутрь, Лори отвлекает охранника, затем вырубает его, когда Барт выбегает с деньгами, и оба уезжают. Для съёмок вместо обычного седана был использован длинный Cadillac, в котором сзади разместились камера и жокейское седло для оператора. Диалоги в сцене — чистая импровизация.

## Признание
В 1998 фильм включён в Национальный реестр фильмов Библиотеки Конгресса.